# Urrea de Jalón (kommunhuvudort)
Urrea de Jalón är en kommunhuvudort i Spanien.   Den ligger i provinsen Provincia de Zaragoza och regionen Aragonien, i den nordöstra delen av landet, 250 km nordost om huvudstaden Madrid. Urrea de Jalón ligger 287 meter över havet och antalet invånare är 343.
Terrängen runt Urrea de Jalón är huvudsakligen platt, men åt sydost är den kuperad. Urrea de Jalón ligger nere i en dal. Runt Urrea de Jalón är det tätbefolkat, med 297 invånare per kvadratkilometer. Närmaste större samhälle är Épila, 8,3 km sydväst om Urrea de Jalón. Trakten runt Urrea de Jalón består till största delen av jordbruksmark.